# فرودگاه بیما
فرودگاه بیما (به انگلیسی: Bima Airport) (به زبان بومی: Sultan Muhammad Salahuddin Airport) یک فرودگاه همگانی با کد یاتا BMU است که یک باند فرود آسفالت دارد و طول باند آن ۱۶۴۷ متر است. این فرودگاه در کشور اندونزی قرار دارد و در ارتفاع ۱ متری از سطح دریا واقع شده‌است.